# كوني ماي فولر
كوني ماي فولر (بالإنجليزية: Connie May Fowler)‏ (3 يناير 1960)؛ كاتِبة، سيناريست، شاعرة وروائية أمريكية. درست في جامعة كانساس.

## روابط خارجية
- كوني ماي فولر على موقع IMDb (الإنجليزية)